# Quatrième circonscription de l'Essonne
La quatrième circonscription de l’Essonne, aussi appelée circonscription de Longjumeau — Limours-en-Hurepoix, est une circonscription électorale législative française, subdivision du département de l’Essonne dans la région Île-de-France. Elle est représentée durant la XVe législature par la députée Marie-Pierre Rixain.

## Géographie

### Situation
| Type d'occupation           | Pourcentage | Superficie (en hectares) |
| --------------------------- | ----------- | ------------------------ |
| Espace urbain construit     | 21,6 %      | 4 672,26                 |
| Espace urbain non construit | 7,3 %       | 1 583,71                 |
| Espace rural                | 71,0 %      | 15 340,52                |
| Source : Iaurif             |             |                          |

La quatrième circonscription de l’Essonne est située à l’ouest du département de l’Essonne. Son altitude varie entre trente-six mètres à Épinay-sur-Orge et cent soixante dix-huit mètres à Pecqueuse. La commune la plus étendue est Marcoussis avec 1 680 hectares, la plus petite est Villiers-sur-Orge avec seulement 178 hectares. En 2006, la commune la plus peuplée était Longjumeau avec 21 048 habitants contre seulement 275 habitants à Saint-Jean-de-Beauregard.

### Composition
La quatrième circonscription de l’Essonne est subdivisée en quatre cantons, comptant vingt-huit communes, augmentée de deux communes du canton d'Arpajon partagé entre deux circonscriptions :
| Canton                        | Commune                  | Code Insee  | Population  | Maire                  | Nuance politique |
| ----------------------------- | ------------------------ | ----------- | ----------- | ---------------------- | ---------------- |
| Canton d'Arpajon              | Bruyères-le-Châtel       | 91 3 01 115 | 3 187 hab.  | Thierry Rouyer         | DVD              |
| Canton d'Arpajon              | Ollainville              | 91 3 01 461 | 4 550 hab.  | Jean-Michel Giraudeau  | DVG              |
| Canton de Limours             | Boullay-les-Troux        | 91 3 13 093 | 649 hab.    | Alain Vigot            | DVD              |
| Canton de Limours             | Briis-sous-Forges        | 91 3 13 111 | 3 364 hab.  | Emmanuel Dassa         | PCF              |
| Canton de Limours             | Courson-Monteloup        | 91 3 13 186 | 595 hab.    | Alain Artoré           |                  |
| Canton de Limours             | Fontenay-lès-Briis       | 91 3 13 243 | 1 882 hab.  | Léopold Le Compagnon   | DVD              |
| Canton de Limours             | Forges-les-Bains         | 91 3 13 249 | 3 723 hab.  | Marie Lespert-Chabrier | DVD              |
| Canton de Limours             | Gometz-la-Ville          | 91 3 13 274 | 1 374 hab.  | Bernard Jacquemard     | DVD              |
| Canton de Limours             | Gometz-le-Châtel         | 91 3 13 275 | 2 588 hab.  | Lucie Sellem           | DVG              |
| Canton de Limours             | Janvry                   | 91 3 13 319 | 584 hab.    | Christian Schoettl     | NC               |
| Canton de Limours             | Les Molières             | 91 3 13 411 | 1 961 hab.  | Yvan Lubranesky        | DVG              |
| Canton de Limours             | Limours                  | 91 3 13 338 | 6 459 hab.  | Chantal Thiriet        | UDF              |
| Canton de Limours             | Pecqueuse                | 91 3 13 482 | 623 hab.    | Serge Caro             | UMP              |
| Canton de Limours             | Vaugrigneuse             | 91 3 13 634 | 1 269 hab.  | Thérèse Blanchier      |                  |
| Canton de Longjumeau          | Épinay-sur-Orge          | 91 3 14 216 | 10 104 hab. | Muriel Dorland         | DVC              |
| Canton de Longjumeau          | Longjumeau               | 91 3 14 345 | 20 620 hab. | Sandrine Gelot         | LR               |
| Canton de Longjumeau          | Ballainvilliers          | 91 3 35 044 | 3 795 hab.  | Stéphanie gueu-viguier | NC               |
| Canton de Longjumeau          | Villemoisson-sur-Orge    | 91 3 14 667 | 6 950 hab.  | François Cholley       | DVD              |
| Canton de Longjumeau          | Villiers-sur-Orge        | 91 3 14 685 | 3 891 hab.  | Thérèse Leroux-Lamare  | DVD              |
| Canton de Montlhéry           | La Ville-du-Bois         | 91 3 20 665 | 8 080 hab.  | Jean-Pierre Meur       | DVD              |
| Canton de Montlhéry           | Linas                    | 91 3 20 339 | 7 032 hab.  | Christian Lardiere     | Cap21            |
| Canton de Montlhéry           | Longpont-sur-Orge        | 91 3 20 347 | 6 561 hab.  | Alain Lamour           | PG               |
| Canton de Montlhéry           | Marcoussis               | 91 3 20 363 | 7 909 hab.  | Olivier Thomas         | PS               |
| Canton de Montlhéry           | Montlhéry                | 91 3 20 425 | 8 670 hab.  | Claude Pons            | PR               |
| Canton de Montlhéry           | Nozay                    | 91 3 20 458 | 4 731 hab.  | Paul Raymond           | DVD              |
| Canton de Montlhéry           | Saint-Jean-de-Beauregard | 91 3 20 560 | 476 hab.    | François Frontera      | DVD              |
| Canton de Villebon-sur-Yvette | Champlan                 | 91 3 35 136 | 2 525 hab.  | Christian Leclerc      | DVD              |
| Canton de Villebon-sur-Yvette | Saulx-les-Chartreux      | 91 3 35 587 | 5 048 hab.  | Stéphane Bazile        | LR               |
| Canton de Villebon-sur-Yvette | Villebon-sur-Yvette      | 91 3 35 661 | 9 625 hab.  | Victor Da Silva        | DVD              |
| Canton de Villebon-sur-Yvette | Villejust                | 91 3 35 666 | 2 247 hab.  | Igor Trickovski        | DVD              |

### Démographie
| 1968    | 1975    | 1982    | 1990    | 1999    | 2006    | 2010    |
| ------- | ------- | ------- | ------- | ------- | ------- | ------- |
| 111 478 | 147 798 | 165 838 | 107 892 | 117 815 | 126 562 | 138 290 |

### Pyramide des âges
| Hommes | Classe d’âge   | Femmes |
| ------ | -------------- | ------ |
| 10,3   | 65 ans et plus | 13,6   |
| 61,4   | 20 à 64 ans    | 60,1   |
| 28,3   | 0 à 19 ans     | 26,3   |

## Historique
La quatrième circonscription de l’Essonne a été créée par la loi organique no 66-501 du 12 juillet 1966. Elle comptait alors le canton de Limours, le canton de Palaiseau, le canton de Dourdan-Nord et le canton de Dourdan-Sud dans leurs définitions de 1964. Elle a été modifiée par la loi organique no 86-1197 du 24 novembre 1986 et comporte depuis le canton de Limours, le canton de Longjumeau, le canton de Montlhéry et le canton de Villebon-sur-Yvette. L'ordonnance no 2009-935 du 29 juillet 2009 portant répartition des sièges et délimitation des circonscriptions pour l'élection des députés a ajouté les communes de Bruyères-le-Châtel et Ollainville du canton d'Arpajon, détachées de la troisième circonscription voisine.

## Représentation

### Députés de la quatrième circonscription de l’Essonne
| Période                                  | Période  | Identité                    | Étiquette | Qualité                                                                                |
| ---------------------------------------- | -------- | --------------------------- | --------- | -------------------------------------------------------------------------------------- |
| 1967                                     | 1968     | Robert Vizet                | PCF       | Conseiller général                                                                     |
| 1968                                     | 1969     | Léo Hamon                   | UDR       |                                                                                        |
| 1969                                     | 1973     | Maurice Fraudeau,           | UDR       | Maire de Gometz-la-Ville                                                               |
| 1973                                     | 1981     | Robert Vizet,               | PCF       | Maire de Palaiseau, vice-président du Conseil général de l'Essonne                     |
| 1981                                     | 1986     | Yves Tavernier              | PS        | Maire de Dourdan, Conseiller général                                                   |
| 1986                                     | 1988     | Indéterminé                 |           |                                                                                        |
| 1988                                     | 2002     | Pierre-André Wiltzer,       | UDF       | Maire de Longjumeau                                                                    |
| 2002                                     | 2007     | Nathalie Kosciusko-Morizet, | UMP       | Conseiller régional d’Île-de-France                                                    |
| 2007                                     | 2012     | Guy Malherbe,               | UMP       | Maire d’Épinay-sur-Orge, vice-président de la communauté d'agglomération Europ'Essonne |
| 2012                                     | 2017     | Nathalie Kosciusko-Morizet, | UMP       | Maire de Longjumeau, vice-président de la communauté d'agglomération Europ'Essonne     |
| 2017                                     | En cours | Marie-Pierre Rixain         | LREM      | Consultante en communication                                                           |
| Les données manquantes sont à compléter. |          |                             |           |                                                                                        |

## Résultats électoraux

### Élections législatives de 1967
| Candidat       | Candidat               | Parti          | Premier tour | Premier tour | Second tour | Second tour |  |
| Candidat       | Candidat               | Parti          | Voix         | %            | Voix        | %           |  |
| -------------- | ---------------------- | -------------- | ------------ | ------------ | ----------- | ----------- |  |
|                | Léo Hamon              | UD-Ve          | 16 855       | 34,56        | 22 701      | 48,71       |  |
|                | Robert Vizet élu       | PCF            | 15 929       | 32,66        | 23 903      | 51,29       |  |
|                | Pierre Ceccaldi-Pavard | CD (PDM)       | 10 190       | 20,89        | Retrait     | Retrait     |  |
|                | Jean Babin             | PSU            | 5 803        | 11,9         |             |             |  |
|                |                        |                |              |              |             |             |  |
| Inscrits       | Inscrits               | Inscrits       | 59 661       | 100,00       | 59 643      | 100,00      |  |
| Abstentions    | Abstentions            | Abstentions    | 9 789        | 16,41        | 10 712      | 17,96       |  |
| Votants        | Votants                | Votants        | 49 872       | 83,59        | 48 931      | 82,04       |  |
| Blancs et nuls | Blancs et nuls         | Blancs et nuls | 1 095        | 2,2          | 2 327       | 4,76        |  |
| Exprimés       | Exprimés               | Exprimés       | 48 777       | 97,8         | 46 604      | 95,24       |  |

Le suppléant de Robert Vizet était Bernard Malgrange, professeur à la Faculté des sciences d'Orsay.

### Élections législatives de 1968
| Candidat       | Candidat             | Parti          | Premier tour | Premier tour | Second tour | Second tour |  |
| Candidat       | Candidat             | Parti          | Voix         | %            | Voix        | %           |  |
| -------------- | -------------------- | -------------- | ------------ | ------------ | ----------- | ----------- |  |
|                | Léo Hamon élu        | UDR (URP)      | 20 020       | 40,71        | 24 966      | 53,92       |  |
|                | Robert Vizet sortant | PCF            | 15 180       | 30,87        | 21 335      | 46,08       |  |
|                | Adrien Nemoz         | CD (PDM)       | 6 399        | 13,01        | Retrait     | Retrait     |  |
|                | André Charbonnel     | PSU            | 4 058        | 8,25         |             |             |  |
|                | Maurice Migeon       | FGDS (Radical) | 2 158        | 4,39         |             |             |  |
|                | P. Vautier           | TD             | 1 361        | 2,77         |             |             |  |
|                |                      |                |              |              |             |             |  |
| Inscrits       | Inscrits             | Inscrits       | 59 768       | 100,00       | 59 760      | 100,00      |  |
| Abstentions    | Abstentions          | Abstentions    | 9 997        | 16,73        | 11 696      | 19,57       |  |
| Votants        | Votants              | Votants        | 49 771       | 83,27        | 48 064      | 80,43       |  |
| Blancs et nuls | Blancs et nuls       | Blancs et nuls | 595          | 1,2          | 1 763       | 3,67        |  |
| Exprimés       | Exprimés             | Exprimés       | 49 176       | 98,8         | 46 301      | 96,33       |  |

Le suppléant de Léo Hamon était Maurice Fraudeau, Inspecteur général de l'éducation nationale. Maurice Fraudeau remplaça Léo Hamon, nommé membre du gouvernement, du 23 juin 1969 au 1er avril 1973.

### Élections législatives de 1973
| Candidat       | Candidat             | Parti          | Premier tour | Premier tour | Second tour | Second tour |  |
| Candidat       | Candidat             | Parti          | Voix         | %            | Voix        | %           |  |
| -------------- | -------------------- | -------------- | ------------ | ------------ | ----------- | ----------- |  |
|                | Léo Hamon sortant    | UDR (URP)      | 20 328       | 31,44        | 30 366      | 48,26       |  |
|                | Robert Vizet élu     | PCF            | 19 868       | 30,72        | 32 561      | 51,74       |  |
|                | Denis Huisman        | MR             | 10 218       | 15,8         | Retrait     | Retrait     |  |
|                | Paul Calandra        | PS (UGSD)      | 9 648        | 14,92        | Retrait     | Retrait     |  |
|                | Georges Sud          | PSU            | 3 987        | 6,17         |             |             |  |
|                | Jean-Louis Delecourt | FP             | 616          | 0,95         |             |             |  |
|                |                      |                |              |              |             |             |  |
| Inscrits       | Inscrits             | Inscrits       | 76 880       | 100,00       | 76 857      | 100,00      |  |
| Abstentions    | Abstentions          | Abstentions    | 10 954       | 14,25        | 10 822      | 14,08       |  |
| Votants        | Votants              | Votants        | 65 926       | 85,75        | 66 035      | 85,92       |  |
| Blancs et nuls | Blancs et nuls       | Blancs et nuls | 1 261        | 1,91         | 3 108       | 4,71        |  |
| Exprimés       | Exprimés             | Exprimés       | 64 665       | 98,09        | 62 927      | 95,29       |  |

Le suppléant de Robert Vizet était Claude Schuhl, ingénieur.

### Élections législatives de 1978
| Candidat       | Candidat                   | Parti                     | Premier tour | Premier tour | Second tour | Second tour |  |
| Candidat       | Candidat                   | Parti                     | Voix         | %            | Voix        | %           |  |
| -------------- | -------------------------- | ------------------------- | ------------ | ------------ | ----------- | ----------- |  |
|                | Robert Vizet sortant réélu | PCF                       | 21 859       | 24,29        | 44 926      | 50,66       |  |
|                | Yves Tavernier             | PS                        | 21 078       | 23,42        | Retrait     | Retrait     |  |
|                | Jean Fuerxer               | UDF (PR)                  | 17 151       | 19,06        | 43 760      | 49,34       |  |
|                | Michel Marteau             | RPR                       | 15 291       | 16,99        | Retrait     | Retrait     |  |
|                | Marcel Massiou             | Écologie 78               | 6 663        | 7,4          |             |             |  |
|                | Jean-Pierre Dupui-Castères | Divers droite (Gaulliste) | 2 892        | 3,21         |             |             |  |
|                | Jean-Claude Le Scornet     | PSU (FA)                  | 1 468        | 1,63         |             |             |  |
|                | Georges Dortet             | MRG                       | 1 295        | 1,44         |             |             |  |
|                | Jean-Paul Delquigny        | LO                        | 955          | 1,06         |             |             |  |
|                | William Gauci              | Divers droite (DC)        | 785          | 0,87         |             |             |  |
|                | Martine Cambert            | LCR                       | 568          | 0,63         |             |             |  |
|                |                            |                           |              |              |             |             |  |
| Inscrits       | Inscrits                   | Inscrits                  | 108 255      | 100,00       | 107 502     | 100,00      |  |
| Abstentions    | Abstentions                | Abstentions               | 16 912       | 15,62        | 15 061      | 14,01       |  |
| Votants        | Votants                    | Votants                   | 91 343       | 84,38        | 92 441      | 85,99       |  |
| Blancs et nuls | Blancs et nuls             | Blancs et nuls            | 1 338        | 1,46         | 3 755       | 4,06        |  |
| Exprimés       | Exprimés                   | Exprimés                  | 90 005       | 98,54        | 88 686      | 95,94       |  |

Le suppléant de Robert Vizet était Claude Schuhl.

### Élections législatives de 1981
| Candidat       | Candidat                   | Parti             | Premier tour | Premier tour | Second tour | Second tour |  |
| Candidat       | Candidat                   | Parti             | Voix         | %            | Voix        | %           |  |
| -------------- | -------------------------- | ----------------- | ------------ | ------------ | ----------- | ----------- |  |
|                | Yves Tavernier élu         | PS                | 31 849       | 37,84        | 52 402      | 60,79       |  |
|                | Barthélémy-Étienne Chiama  | RPR (UNM)         | 17 746       | 21,09        | 33 802      | 39,21       |  |
|                | Robert Vizet sortant       | PCF               | 17 182       | 20,42        | Retrait     | Retrait     |  |
|                | Colette Amalric            | UDF (UNM)         | 11 102       | 13,19        |             |             |  |
|                | E. Petit                   | Divers écologiste | 1 719        | 2,04         |             |             |  |
|                | François Schafer           | MÉP               | 1 495        | 1,77         |             |             |  |
|                | Jean-Pierre Dupui-Castérès | Divers droite     | 1 221        | 1,45         |             |             |  |
|                | Jean-Claude Le Scornet     | PSU               | 1 208        | 1,43         |             |             |  |
|                | Jean-Paul Delquigny        | LO                | 528          | 0,63         |             |             |  |
|                | Francine Lefaix            | Divers gauche     | 109          | 0,12         |             |             |  |
|                | M. Gaches                  | MDD               | 1            | 0            |             |             |  |
|                |                            |                   |              |              |             |             |  |
| Inscrits       | Inscrits                   | Inscrits          | 117 347      | 100,00       | 117 338     | 100,00      |  |
| Abstentions    | Abstentions                | Abstentions       | 32 376       | 27,59        | 29 290      | 24,96       |  |
| Votants        | Votants                    | Votants           | 84 971       | 72,41        | 88 048      | 75,04       |  |
| Blancs et nuls | Blancs et nuls             | Blancs et nuls    | 811          | 0,95         | 1 844       | 2,09        |  |
| Exprimés       | Exprimés                   | Exprimés          | 84 160       | 99,05        | 86 204      | 97,91       |  |

Le suppléant d'Yves Tavernier était Paul Loridant, maire des Ulis.

### Élections législatives de 1988
| Candidat       | Candidat                           | Parti          | Premier tour | Premier tour | Second tour | Second tour |  |
| Candidat       | Candidat                           | Parti          | Voix         | %            | Voix        | %           |  |
| -------------- | ---------------------------------- | -------------- | ------------ | ------------ | ----------- | ----------- |  |
|                | Pierre-André Wiltzer sortant réélu | UDF (AD) (URC) | 16 621       | 40,74        | 22 335      | 50,05       |  |
|                | Nicole Morichaud                   | PS             | 15 913       | 39,01        | 22 286      | 49,95       |  |
|                | Jean-Claude Frolich                | FN             | 4 269        | 10,46        |             |             |  |
|                | Alain Dussour                      | PCF            | 3 994        | 9,79         |             |             |  |
|                |                                    |                |              |              |             |             |  |
| Inscrits       | Inscrits                           | Inscrits       | 62 678       | 100,00       | 62 671      | 100,00      |  |
| Abstentions    | Abstentions                        | Abstentions    | 21 253       | 33,91        | 17 108      | 27,3        |  |
| Votants        | Votants                            | Votants        | 41 425       | 66,09        | 45 563      | 72,7        |  |
| Blancs et nuls | Blancs et nuls                     | Blancs et nuls | 628          | 1,52         | 942         | 2,07        |  |
| Exprimés       | Exprimés                           | Exprimés       | 40 797       | 98,48        | 44 621      | 97,93       |  |

Le suppléant de Pierre-André Wiltzer était Maurice Picard, conseiller général, maire de Montlhéry.

### Élections législatives de 1993
| Candidat       | Candidat                           | Parti          | Premier tour | Premier tour | Second tour | Second tour |  |
| Candidat       | Candidat                           | Parti          | Voix         | %            | Voix        | %           |  |
| -------------- | ---------------------------------- | -------------- | ------------ | ------------ | ----------- | ----------- |  |
|                | Pierre-André Wiltzer sortant réélu | UDF (AD)       | 18 654       | 40,29        | 26 560      | 59,39       |  |
|                | Éric Cochard                       | PS (ADFP)      | 7 065        | 15,26        | 18 160      | 40,61       |  |
|                | Marine Aurand                      | FN             | 6 905        | 14,91        |             |             |  |
|                | Michel Mombrun                     | GÉ (EÉ)        | 4 941        | 10,67        |             |             |  |
|                | Jack Freychet                      | PCF            | 3 299        | 7,13         |             |             |  |
|                | Nicole Touquoy-Morichaud           | MDC            | 1 897        | 4,1          |             |             |  |
|                | Michel Véronneau                   | LT-LNÉ         | 1 364        | 2,95         |             |             |  |
|                | Solange Friess                     | RDRP           | 1 245        | 2,69         |             |             |  |
|                | Michel Turmel                      | LO             | 930          | 2,01         |             |             |  |
|                |                                    |                |              |              |             |             |  |
| Inscrits       | Inscrits                           | Inscrits       | 69 379       | 100,00       | 69 370      | 100,00      |  |
| Abstentions    | Abstentions                        | Abstentions    | 20 744       | 29,9         | 21 016      | 30,3        |  |
| Votants        | Votants                            | Votants        | 48 635       | 70,1         | 48 354      | 69,7        |  |
| Blancs et nuls | Blancs et nuls                     | Blancs et nuls | 2 335        | 4,8          | 3 634       | 7,52        |  |
| Exprimés       | Exprimés                           | Exprimés       | 46 300       | 95,2         | 44 720      | 92,48       |  |

Le suppléant de Pierre-André Wiltzer était le Professeur Marc Gentilini.

### Élections législatives de 1997
| Candidat                     | Candidat                           | Parti                 | Premier tour | Premier tour | Second tour | Second tour |  |
| Candidat                     | Candidat                           | Parti                 | Voix         | %            | Voix        | %           |  |
| ---------------------------- | ---------------------------------- | --------------------- | ------------ | ------------ | ----------- | ----------- |  |
|                              | Pierre-André Wiltzer sortant réélu | UDF (AD)              | 13 460       | 28,34        | 25 998      | 52,14       |  |
|                              | Philippe Schmit                    | PS                    | 11 465       | 24,14        | 23 860      | 47,86       |  |
|                              | Gilles Mabire                      | FN                    | 6 434        | 13,55        |             |             |  |
|                              | Gérard Nevers                      | LDI (MPF)             | 3 849        | 8,10         |             |             |  |
|                              | Sylvie Mayer                       | PCF                   | 3 216        | 6,77         |             |             |  |
|                              | Roland Mérieux                     | Extrême gauche (SÉGA) | 1 742        | 3,67         |             |             |  |
|                              | Paul Loridant                      | MDC                   | 1 685        | 3,55         |             |             |  |
|                              | Vincenzo de Matteis                | GÉ                    | 1 531        | 3,22         |             |             |  |
|                              | Michel Turmel                      | LO                    | 1 415        | 2,98         |             |             |  |
|                              | Michel Mombrun                     | Divers écologiste     | 1 351        | 2,84         |             |             |  |
|                              | Éric Richard                       | Divers gauche (US4J)  | 723          | 1,52         |             |             |  |
|                              | Alain Veysset                      | Extrême gauche (PT)   | 349          | 0,73         |             |             |  |
|                              | Maryvonne Senet                    | Divers gauche (IR)    | 271          | 0,57         |             |             |  |
|                              | Michel Tambia                      | Divers                | 1            | 0,00         |             |             |  |
|                              |                                    |                       |              |              |             |             |  |
| Inscrits                     | Inscrits                           | Inscrits              | 71 973       | 100,00       | 71 954      | 100,00      |  |
| Abstentions                  | Abstentions                        | Abstentions           | 22 254       | 30,92        | 18 960      | 26,35       |  |
| Votants                      | Votants                            | Votants               | 49 719       | 69,08        | 52 994      | 73,65       |  |
| Blancs et nuls               | Blancs et nuls                     | Blancs et nuls        | 2 227        | 4,48         | 3 136       | 5,92        |  |
| Exprimés                     | Exprimés                           | Exprimés              | 47 492       | 95,52        | 49 858      | 94,08       |  |
| Source : Assemblée nationale |                                    |                       |              |              |             |             |  |

Le suppléant de Pierre-André Wiltzer était le Professeur Marc Gentilini.

### Élections législatives de 2002
| Candidat       | Candidat                           | Parti             | Premier tour | Premier tour | Second tour | Second tour |  |
| Candidat       | Candidat                           | Parti             | Voix         | %            | Voix        | %           |  |
| -------------- | ---------------------------------- | ----------------- | ------------ | ------------ | ----------- | ----------- |  |
|                | Pierre-André Wiltzer sortant réélu | UMP (UDF)         | 22 238       | 44,09        | 25 904      | 55,97       |  |
|                | Marianne Louis                     | PS                | 14 238       | 28,23        | 20 379      | 44,03       |  |
|                | Denise Boissier                    | FN                | 5 059        | 10,03        |             |             |  |
|                | Michèle Gaspalou                   | Les Verts         | 1 757        | 3,48         |             |             |  |
|                | Claude Chevrier                    | PCF               | 1 614        | 3,20         |             |             |  |
|                | Dominique Combaud                  | Pôle républicain  | 1 502        | 2,98         |             |             |  |
|                | Pierre Bich                        | Divers écologiste | 750          | 1,49         |             |             |  |
|                | Michèle Laleous                    | LCR               | 721          | 1,43         |             |             |  |
|                | Mariette Pelisson                  | MNR               | 497          | 0,99         |             |             |  |
|                | Françoise Villemaine               | LO                | 484          | 0,96         |             |             |  |
|                | Christine Nigen                    | MPF               | 443          | 0,88         |             |             |  |
|                | Vincent de Matteis                 | Divers écologiste | 375          | 0,74         |             |             |  |
|                | Olivier Genêt                      | CPNT              | 255          | 0,51         |             |             |  |
|                | Sylvie Villon                      | Extrême gauche    | 250          | 0,50         |             |             |  |
|                | Pierre Pucelle                     | Divers gauche     | 136          | 0,27         |             |             |  |
|                | Alex Lacombe                       | Divers droite     | 120          | 0,24         |             |             |  |
|                |                                    |                   |              |              |             |             |  |
| Inscrits       | Inscrits                           | Inscrits          | 76 706       | 100,00       | 76 695      | 100,00      |  |
| Abstentions    | Abstentions                        | Abstentions       | 25 422       | 33,14        | 29 033      | 37,86       |  |
| Votants        | Votants                            | Votants           | 51 284       | 66,86        | 47 662      | 62,14       |  |
| Blancs et nuls | Blancs et nuls                     | Blancs et nuls    | 845          | 1,65         | 1 379       | 2,89        |  |
| Exprimés       | Exprimés                           | Exprimés          | 50 439       | 98,35        | 46 283      | 97,11       |  |

La suppléante de Pierre-André Wiltzer était Nathalie Kosciusko-Morizet. Nathalie Kosciusko-Morizet remplaça Pierre-André Wiltzer, nommé membre du gouvernement, du 19 juillet 2002 au 19 juin 2007.

### Élections législatives de 2007
| Candidat                          | Candidat                                   | Parti                | Premier tour | Premier tour | Second tour | Second tour |
| Candidat                          | Candidat                                   | Parti                | Voix         | %            | Voix        | %           |
| --------------------------------- | ------------------------------------------ | -------------------- | ------------ | ------------ | ----------- | ----------- |
|                                   | Nathalie Kosciusko-Morizet sortante réélue | UMP                  | 24 682       | 46,97        | 27 576      | 56,09       |
|                                   | Olivier Thomas                             | PS                   | 13 161       | 25,04        | 21 591      | 43,91       |
|                                   | François Pelletant                         | UDF–MoDem            | 5 842        | 11,12        |             |             |
|                                   | Michèle Loeber                             | Les Verts            | 1 868        | 3,55         |             |             |
|                                   | Monique Le Peutrec                         | PCF                  | 1 554        | 2,96         |             |             |
|                                   | Cyrille Kehl                               | FN                   | 1 553        | 2,96         |             |             |
|                                   | Patrice Wach                               | LCR                  | 1 221        | 2,32         |             |             |
|                                   | Alex Lacombe                               | GÉ                   | 664          | 1,26         |             |             |
|                                   | Patrick Gamache                            | MPF                  | 581          | 1,11         |             |             |
|                                   | Tarik Ben Hiba                             | Extrême gauche (Alt) | 452          | 0,86         |             |             |
|                                   | Olivier Lebreton                           | LO                   | 367          | 0,70         |             |             |
|                                   | Régis Orient                               | MNR                  | 229          | 0,44         |             |             |
|                                   | Alain Veysset                              | PT                   | 182          | 0,35         |             |             |
|                                   | Isabelle Thellier                          | Divers               | 141          | 0,27         |             |             |
|                                   | Philippe Échevin                           | Divers droite        | 53           | 0,10         |             |             |
|                                   |                                            |                      |              |              |             |             |
| Inscrits                          | Inscrits                                   | Inscrits             | 84 628       | 100,00       | 84 637      | 100,00      |
| Abstentions                       | Abstentions                                | Abstentions          | 31 373       | 37,07        | 34 213      | 40,42       |
| Votants                           | Votants                                    | Votants              | 53 255       | 62,93        | 50 424      | 59,58       |
| Blancs et nuls                    | Blancs et nuls                             | Blancs et nuls       | 705          | 1,32         | 1 257       | 2,49        |
| Exprimés                          | Exprimés                                   | Exprimés             | 52 550       | 98,68        | 49 167      | 97,51       |
| Source : Ministère de l'Intérieur |                                            |                      |              |              |             |             |

### Élections législatives de 2012
| Candidat       | Candidat                                   | Parti          | Premier tour | Premier tour | Second tour | Second tour |  |
| Candidat       | Candidat                                   | Parti          | Voix         | %            | Voix        | %           |  |
| -------------- | ------------------------------------------ | -------------- | ------------ | ------------ | ----------- | ----------- |  |
|                | Nathalie Kosciusko-Morizet sortante réélue | UMP            | 22 302       | 39,46        | 29 337      | 51,48       |  |
|                | Olivier Thomas                             | PS             | 20 512       | 36,29        | 27 650      | 48,52       |  |
|                | Brigitte Dupin                             | FN             | 6 436        | 11,39        |             |             |  |
|                | Dominique Bardy                            | FG (PCF)       | 2 977        | 5,27         |             |             |  |
|                | Jacques-Lucien Serna                       | EÉLV           | 1 565        | 2,77         |             |             |  |
|                | Gabrielle Nguyen                           | MoDem          | 1 050        | 1,86         |             |             |  |
|                | Martine Croizet                            | DLR            | 474          | 0,84         |             |             |  |
|                | Alex Lacombe                               | AÉI            | 359          | 0,64         |             |             |  |
|                | Mohamed Bourichi                           | Divers gauche  | 296          | 0,52         |             |             |  |
|                | Aldric Derre                               | UDN            | 219          | 0,39         |             |             |  |
|                | Olivier Lebreton                           | LO             | 187          | 0,33         |             |             |  |
|                | Mélissa Zanette                            | NPA            | 146          | 0,26         |             |             |  |
|                |                                            |                |              |              |             |             |  |
| Inscrits       | Inscrits                                   | Inscrits       | 92 245       | 100,00       | 92 236      | 100,00      |  |
| Abstentions    | Abstentions                                | Abstentions    | 35 156       | 38,11        | 33 935      | 36,79       |  |
| Votants        | Votants                                    | Votants        | 57 089       | 61,89        | 58 301      | 63,21       |  |
| Blancs et nuls | Blancs et nuls                             | Blancs et nuls | 566          | 0,99         | 1 314       | 2,25        |  |
| Exprimés       | Exprimés                                   | Exprimés       | 56 523       | 99,01        | 56 987      | 97,75       |  |

### Élections législatives de 2017
|                                                                            |                                                                     |                           |                           |                          |                          |
|                                                                            |                                                                     | Premier tour 11 juin 2017 | Premier tour 11 juin 2017 | Second tour 18 juin 2017 | Second tour 18 juin 2017 |
|                                                                            |                                                                     |                           |                           |                          |                          |
|                                                                            |                                                                     | Nombre                    | % des inscrits            | Nombre                   | % des inscrits           |
| Inscrits                                                                   | Inscrits                                                            | 96 494                    | 100,00                    | 96 489                   | 100,00                   |
| Abstentions                                                                | Abstentions                                                         | 45 556                    | 47,21                     | 54 300                   | 56,28                    |
| Votants                                                                    | Votants                                                             | 50 938                    | 52,79                     | 42 189                   | 43,72                    |
|                                                                            |                                                                     |                           | % des votants             |                          | % des votants            |
| Bulletins blancs                                                           | Bulletins blancs                                                    | 492                       | 0,97                      | 3 483                    | 8,26                     |
| Bulletins nuls                                                             | Bulletins nuls                                                      | 198                       | 0,39                      | 1 086                    | 2,57                     |
| Suffrages exprimés                                                         | Suffrages exprimés                                                  | 50 248                    | 98,65                     | 37 620                   | 89,17                    |
|                                                                            |                                                                     |                           |                           |                          |                          |
| Candidat Étiquette politique (partis et alliances)                         | Candidat Étiquette politique (partis et alliances)                  | Voix                      | % des exprimés            | Voix                     | % des exprimés           |
|                                                                            |                                                                     |                           |                           |                          |                          |
|                                                                            | Marie-Pierre Rixain La République en marche                         | 17 742                    | 35,31                     | 21 725                   | 57,75                    |
|                                                                            | Agnès Evren Les Républicains                                        | 7 941                     | 15,80                     | 15 895                   | 42,25                    |
|                                                                            | Bernard Terris La France insoumise                                  | 5 534                     | 11,01                     |                          |                          |
|                                                                            | Franck Beeldens - Da Silva Front national                           | 4 456                     | 8,87                      |                          |                          |
|                                                                            | Ophélie Guin Parti socialiste                                       | 3 825                     | 7,61                      |                          |                          |
|                                                                            | Christian Schoettl Divers droite                                    | 3 464                     | 6,89                      |                          |                          |
|                                                                            | François Pelletant Divers droite                                    | 2 383                     | 4,74                      |                          |                          |
|                                                                            | Claire Pinto Europe Écologie Les Verts                              | 1 586                     | 3,16                      |                          |                          |
|                                                                            | Sandra George Debout la France                                      | 1 135                     | 2,26                      |                          |                          |
|                                                                            | Laëtitia Espieussas Parti animaliste                                | 800                       | 1,59                      |                          |                          |
|                                                                            | Olivier Segbo Divers                                                | 405                       | 0,81                      |                          |                          |
|                                                                            | Marc Governatori Alliance écologiste indépendante - Mouvement 100 % | 380                       | 0,76                      |                          |                          |
|                                                                            | Radhouane Chabbi Union populaire républicaine                       | 324                       | 0,64                      |                          |                          |
|                                                                            | Olivier Lebreton Lutte ouvrière                                     | 273                       | 0,54                      |                          |                          |
|                                                                            | Coraline Ravillard Parti pirate                                     | 0                         | 0,00                      |                          |                          |
| Source : Ministère de l'Intérieur - Quatrième circonscription de l'Essonne |                                                                     |                           |                           |                          |                          |

### Élections législatives de 2022
Les élections législatives françaises de 2022 se déroulent les dimanches 12 et 19 juin 2022.
| Résultats des élections législatives des 12 et 19 juin 2022 de la 4e circonscription de l'Essonne |                          |                          |                          |              |              |             |             |
| Candidat                                                                                          | Candidat                 | Parti et coalition       | Nuance                   | Premier tour | Premier tour | Second tour | Second tour |
| Candidat                                                                                          | Candidat                 | Parti et coalition       | Nuance                   | Voix         | %            | Voix        | %           |
|                                                                                                   | Marie-Pierre Rixain      | LREM (ENS)               | ENS                      | 15 598       | 31,72        | 24 962      | 55,65       |
|                                                                                                   | Amadou Deme              | PCF (NUPÉS)              | NUP                      | 13 517       | 27,49        | 19 891      | 44,35       |
|                                                                                                   | Alain Boutaleb           | RN                       | RN                       | 7 818        | 15,90        |             |             |
|                                                                                                   | Jérémy Martin            | LR (UDC)                 | LR                       | 5 044        | 10,26        |             |             |
|                                                                                                   | François La Selve        | MC                       | REC                      | 2 674        | 5,44         |             |             |
|                                                                                                   | Iliane Polizzo           | LEA (TUPLV)              | ECO                      | 1 330        | 2,70         |             |             |
|                                                                                                   | Agathe Scache            | ÉAC                      | DVC                      | 923          | 1,88         |             |             |
|                                                                                                   | Jean-Pierre Coquelet     | PA                       | DIV                      | 828          | 1,68         |             |             |
|                                                                                                   | Martin Loizillon         | SE                       | DIV                      | 549          | 1,12         |             |             |
|                                                                                                   | Juliette Plouin          | LO                       | DXG                      | 470          | 0,96         |             |             |
|                                                                                                   | Miriam Djabali           | SE                       | DVC                      | 266          | 0,54         |             |             |
|                                                                                                   | Dimitri Dumont           | RS (RdP)                 | DVG                      | 152          | 0,31         |             |             |
| Votes valides                                                                                     | Votes valides            | Votes valides            | Votes valides            | 49 169       | 98,08        | 44 853      | 92,94       |
| Votes blancs                                                                                      | Votes blancs             | Votes blancs             | Votes blancs             | 750          | 1,50         | 2 510       | 5,20        |
| Votes nuls                                                                                        | Votes nuls               | Votes nuls               | Votes nuls               | 213          | 0,42         | 897         | 1,86        |
| Total                                                                                             | Total                    | Total                    | Total                    | 50 132       | 100          | 48 260      | 100         |
| Abstention                                                                                        | Abstention               | Abstention               | Abstention               | 48 573       | 49,21        | 50 463      | 51,12       |
| Inscrits / participation                                                                          | Inscrits / participation | Inscrits / participation | Inscrits / participation | 98 705       | 50,79        | 98 723      | 48,88       |

### Élections législatives de 2024
| Candidat                 | Candidat                   | Parti et coalition       | Nuance                   | Premier tour | Premier tour | Second tour | Second tour |
| Candidat                 | Candidat                   | Parti et coalition       | Nuance                   | Voix         | %            | Voix        | %           |
| ------------------------ | -------------------------- | ------------------------ | ------------------------ | ------------ | ------------ | ----------- | ----------- |
|                          | Marie-Pierre Rixain réélue | RE (ENS)                 | ENS                      | 23 108       | 33,91        | 42 392      | 64,56       |
|                          | Jérome Carbriand           | RAD (RN)                 | UXD                      | 21 144       | 31,03        | 23 266      | 35,44       |
|                          | Amadou Deme                | PCF (NFP)                | UG                       | 21 010       | 30,83        | Retrait     | Retrait     |
|                          | Tony Gomes                 | REC                      | REC                      | 1 177        | 1,73         |             |             |
|                          | Michèle Pohyer             | LO                       | EXG                      | 790          | 1,16         |             |             |
|                          | Jean-François Ricois       | SE                       | DIV                      | 500          | 0,73         |             |             |
|                          | Yves Marty                 | SE                       | DIV                      | 419          | 0,61         |             |             |
|                          |                            |                          |                          |              |              |             |             |
| Suffrages exprimés       | Suffrages exprimés         | Suffrages exprimés       | Suffrages exprimés       | 68 148       | 96,54        | 65 658      | 95,08       |
| Votes blancs             | Votes blancs               | Votes blancs             | Votes blancs             | 1 656        | 2,36         | 2 728       | 3,95        |
| Votes nuls               | Votes nuls                 | Votes nuls               | Votes nuls               | 493          | 0,7          | 673         | 0,97        |
| Total                    | Total                      | Total                    | Total                    | 70 297       | 100          | 69 059      | 100         |
| Abstention               | Abstention                 | Abstention               | Abstention               | 29 316       | 29,43        | 30 573      | 30,69       |
| Inscrits / participation | Inscrits / participation   | Inscrits / participation | Inscrits / participation | 99 613       | 70,57        | 99 632      | 69,31       |